# I due sergenti (film 1936)
I due sergenti è un film del 1936 diretto da Enrico Guazzoni.
La pellicola, di genere drammatico, è di ambiente napoleonico e ha forti toni mélo. S'ispira a un romanzo di Paolo Lorenzini (che adottò lo pseudonimo Collodi nipote, dato che Carlo Collodi era suo zio), a sua volta ispirato al dramma Les deux sergents di Auguste Maillard e Théodore Baudouin d'Aubigny. Il romanzo è stato trasposto sul grande schermo per ben quattro volte, questa è la prima del cinema sonoro.

## Trama
Durante l'epoca napoleonica un capitano dell'esercito francese, Federico Martelli, fidatosi del suo sottoposto Duval, si ritrova derubato di un importante documento. Duval l'ha fatto per amore, raggirato dall'affascinante Maryline Gould. Martelli, per sapere dall'attendente di Duval dov'è il suo padrone, si fa passare per suo complice. La ricerca del reo si rivela vana: infatti Duval è stato fatto salire da Maryline con l'inganno su una nave. È il 1805 e Martelli, ormai ricercato, s'iscrive nell'armata italiana dell'esercito napoleonico sotto il falso nome di Guglielmo Salvoni, acquista il grado di sergente e fa amicizia con un suo pari grado, Roberto Magni. Passano sei anni in cui Martelli gira per l'Europa, partecipando alle più famose battaglie.
In Italia l'esercito napoleonico isola un villaggio infestato dal vaiolo, ma i due sergenti sono impietositi da una donna che vuole raggiungere i suoi bambini e la lasciano passare. Vengono condannati alla fucilazione, poi si decide di giustiziare solo uno dei due. Viene estratto a sorte Salvoni, a cui è concesso di andare a salutare la sua famiglia (ritrovata casualmente) grazie al suo amico, che resta come ostaggio fino al suo ritorno. Diverse peripezie ritardano il ritorno di Salvoni, ma alla fine, fedele alla parola data, si ripresenta per non far morire l'amico. Nel frattempo, però, si era costituito il colpevole dell'atto spionistico per cui lui aveva perso i gradi ed era ricercato. L'imperatore, con un atto di clemenza, restituisce la libertà a lui e al compagno.

## Produzione
Il film è stato girato negli stabilimenti Pisorno di Tirrenia. Alida Valli, col suo vero nome di Alida Maria Altenburger, fa la sua prima apparizione insieme a un gruppo di allieve della Scuola di Cinematografia, che interpretano le commesse dell'emporio.

### Altri tecnici
- Fonico: Raoul Magni

## Accoglienza

### Critica
Da Cinema del 10 novembre 1936: "Il racconto fila che è una bellezza, avvinghiando l'attenzione dello spettatore in un turbine di avvenimenti melodrammatici.. Vero e genuino spettacolo, il film si giova della bella ambientazione napoleonica".